# Hartington (Nebraska)
Hartington è un comune degli Stati Uniti d'America, situato nello Stato del Nebraska, nella contea di Cedar, della quale è il capoluogo.